# Saint-Benoît-d'Hébertot
Saint-Benoît-d'Hébertot is een gemeente in het Franse departement Calvados (regio Normandië) en telt 318 inwoners (2004). De plaats maakt deel uit van het arrondissement Lisieux.

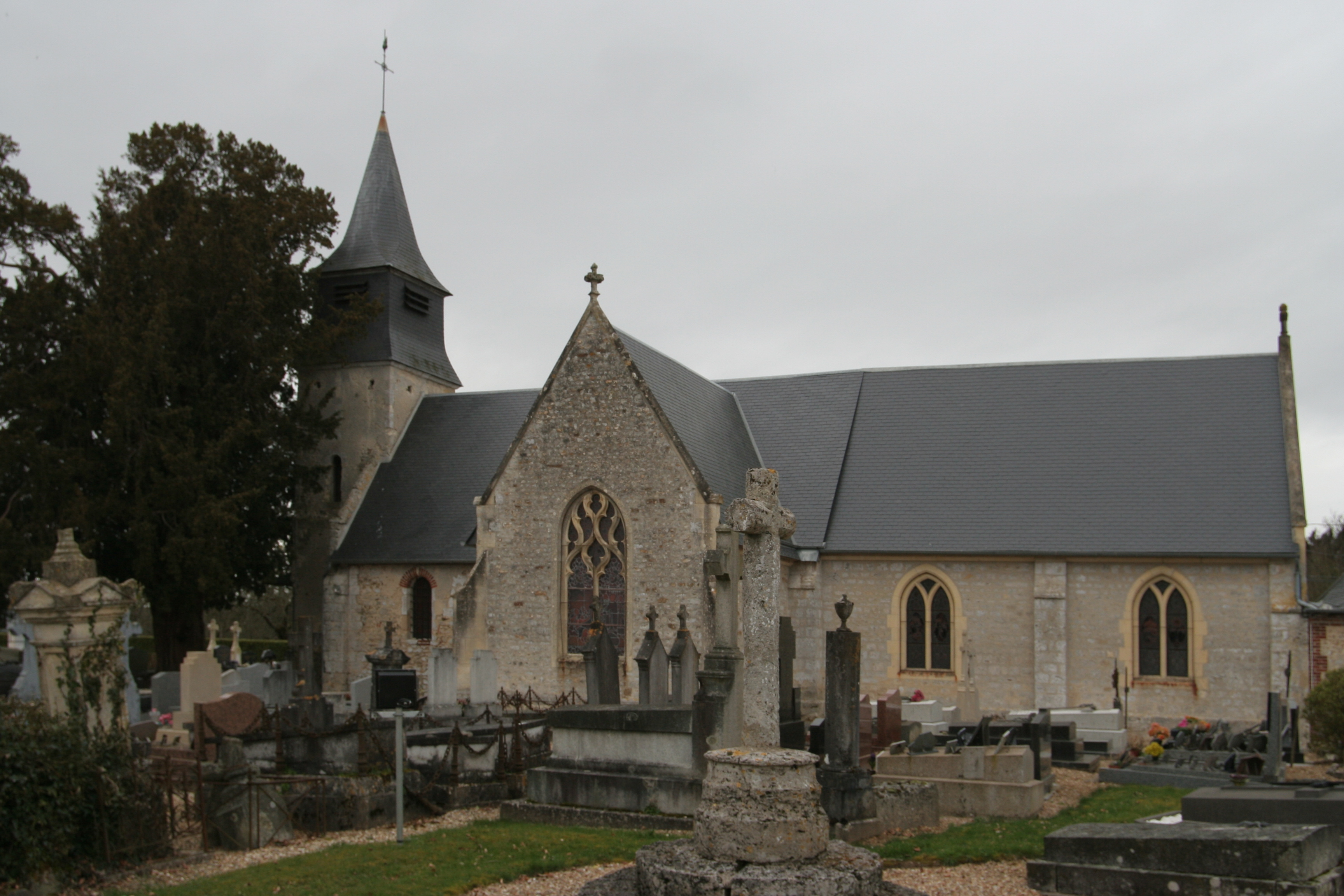
Kerk van Saint-Benoît-d'Hébertot
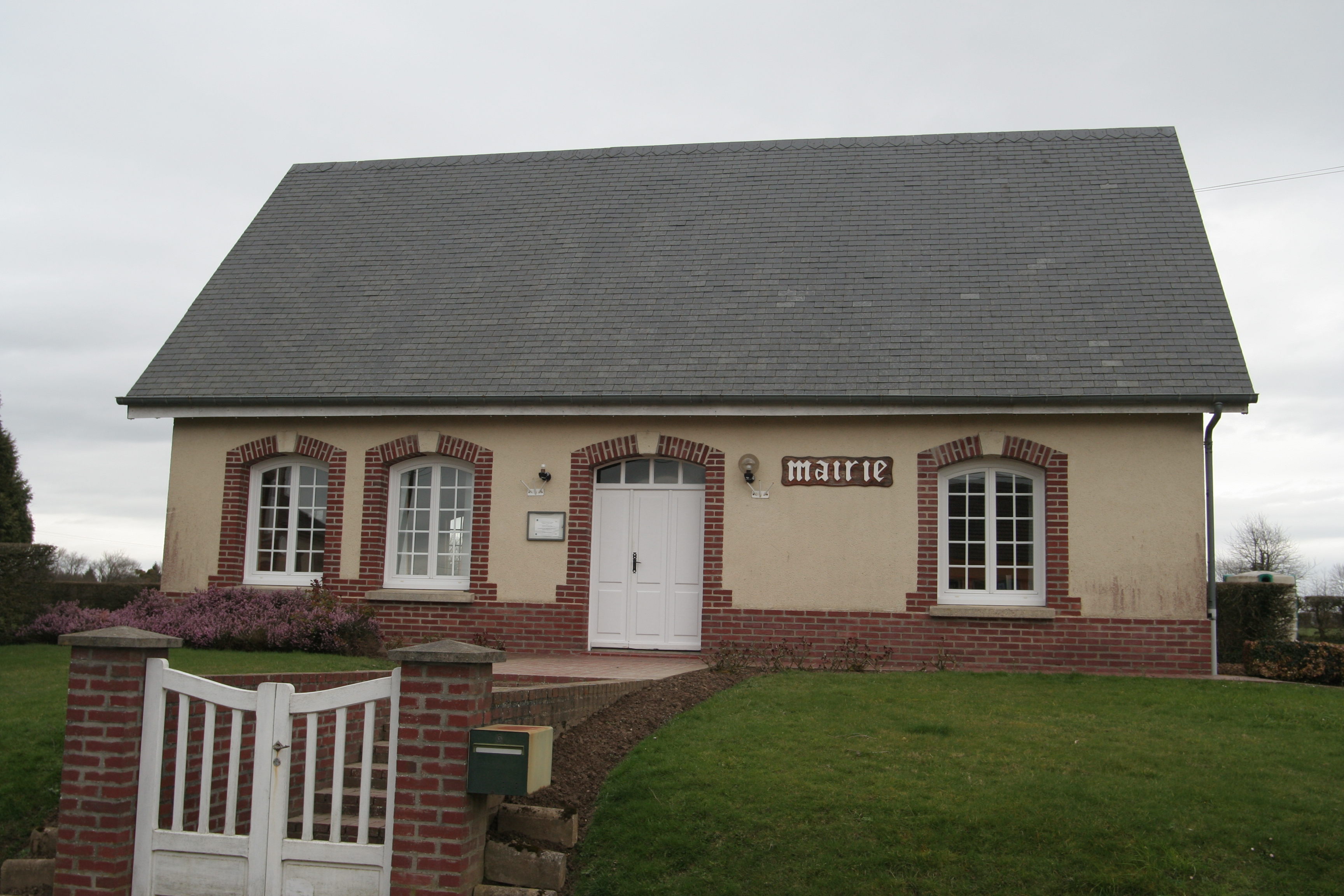
Gemeentehuis

## Geografie
De oppervlakte van Saint-Benoît-d'Hébertot bedraagt 7,2 km², de bevolkingsdichtheid is 44,2 inwoners per km².
De onderstaande kaart toont de ligging van Saint-Benoît-d'Hébertot met de belangrijkste infrastructuur en aangrenzende gemeenten.

## Demografie
Onderstaande figuur toont het verloop van het inwonertal (bron: INSEE-tellingen).
Vanwege een beveiligingsprobleem met de MediaWiki Graph-software is het momenteel niet mogelijk deze grafiek weer te geven. Zodra de software is bijgewerkt zal de grafiek vanzelf weer zichtbaar worden.
1. ↑  Populations de référence 2022.